# HD64859
HD64859 — хімічно пекулярна зоря спектрального класу
B8 й має видиму зоряну величину в смузі V приблизно 10,0.

## Пекулярний хімічний склад
Зоряна атмосфера HD64859 має підвищений вміст 
Si
.